# Crkva sv. Josipa u Sarajevu
Župna crkva svetog Josipa na Marijin dvoru je neoromanička rimokatolička bogomolja u sarajevskoj općini Centar, u predjelu zvanom Marijin dvor. Nalazi se između ulica fra Anđela Zvizdovića, ulice Hercega Stjepana, ulice Augusta Brauna te ulazna proširenje kojem ograničava ulica Zmaja od Bosne.

## Povijest
Projekt za crkvu, djelo nepoznatog autora,  donio je iz Rima nadbiskup Ivan Šarić i dao ga na preradu Karlu Paržiku, koji je arhitektonsko rješenje, po kojemu je trebala biti podignuta manja crkva na periferiji Rima, prilagodio potrebama i mogućnostima.
Izgradnja po spomenutom projektu počela je 1936., radovi su okončani nakon četiri godine, a 31. ožujka 1940. crkva je blagoslovljena.
Osnovica objekta je u obliku križa, unutar polukružnog svetišta su glavni i dva pomoćna oltara, a u kracima križa dva bočna oltara. Nutarnji prostor rese brojna umjetnička djela velike vrijednosti, a crkva je specifična po podrumskoj kripti s grobnicama. Sličnu kriptu među sarajevskim crkvama ima još samo Katedrala.
Crkvu su oslikali brojni slikari i slikarske radionice iz raznih razdoblja. Ondje su svoja djela ostavili Zdenko Grgić, Zlatko Latković, Ivan Marinković, Marijan Ilić, Josip Podolski, atelje Stanišić.
29. ožujka 2008. godine je Povjerenstvo za očuvanje nacionalnih spomenika (Zeynep Ahunbay, Amra Hadžimuhamedović, Dubravko Lovrenović, Tina Wik i Ljiljana Ševo) donijela odluku kojim se ova povijesna građevina proglašava nacionalnim spomenikom Bosne i Hercegovine.
Crkva sv. Josipa je u ul. fra Anđela Zvizdovića, a samostan sv. Josipa Družbe Kćeri Božje ljubavi je u ul. Ivana Cankara. Časne sestre Kćeri Božje ljubavi u Sarajevu imaju i samostan Presvetog Trojstva u ul. Zmaja od Bosne.
Posmrtni ostaci nadbiskupa Šarića su 26. aprila 1997. preneseni u kriptu crkve.

## Vanjske poveznice
- Unutarnji prostor crkve  Arhivirana inačica izvorne stranice od 29. lipnja 2008. (Wayback Machine)